# En ha-Besor
En ha-Besor (hebr. עין הבשור) – moszaw położony w Samorządzie Regionu Eszkol, w Dystrykcie Południowym, w Izraelu.
Leży w zachodniej części pustyni Negew, w pobliżu Strefy Gazy.

## Historia
Moszaw został założony w 1982.

## Gospodarka
Gospodarka moszawu opiera się na intensywnym rolnictwie oraz uprawach warzyw, przypraw i kwiatów w szklarniach. Hoduje się tutaj drób.